# Мисс США 2014
Мисс США 2014 (англ. Miss USA 2014) — 63-й конкурс красоты Мисс США, проводился в Raising Cane's River Center Arena, Батон-Руж, Луизиана, 8 июня 2014 года. Победительницей конкурса стала Ниа Санчес из штата Невада. Предварительный конкурс впервые за пять лет не транслировался в прямом эфире в интернете, но некоторые отрывки были показаны после конкурса через веб-сайт Hulu. Финал конкурса транслировался по телеканалу NBC.
Дата и место проведения были названы Дональдом Трампом, совладелецем «Мисс Вселенная» и Брэди 13 марта 2014 года, в телевизионной программе Today. Сообщалось, что участницы остановятся в «L’Auberge» в Батон-Руже перед участием.
Трансляция конкурса красоты на телевидении длилась три часа. Последний час эфира включал в себя выход Топ 20 участниц (ранее, Топ 15) в их родном штате. Топ 20 участниц выходили в купальных костюмах, топ 10 в вечерних платьях, топ пять с шестой участницей. Из десяти участниц выбирались по средствам социальной сети Twitter (хештег #SAVETHEQUEEN).

## Конкурс красоты

### Отбор участниц
Участницу от каждого штата и Округа Колумбия выбирались с июля 2013 года по январь 2014 год. Первым штатом в котором был проведён местный конкурс красоты стал Флорида, 13 июля 2013 года. Последним штатом, где был проведён стал Нью-Гэмпшир, 23 января 2014 года.
Двенадцать победительниц штатов в рамках «Юная мисс США» стали участницами «Мисс США», две участницы в прошлом победительницы штатов в рамках конкурса «Miss America’s Outstanding Teen».

### Предварительный тур
Перед финальной трансляцией участницы приняли участие в предварительном соревновании, которое включало в себя — интервью с судьями и презентационное шоу, выходы в купальниках и вечерних платьях. Предварительный конкурс состоялся 6 июня 2014 года.

### Финал
Во время финального соревнования первая двадцатка соревновалась в купальниках и вечерних платьях, а первая пятерка соревновалась в финальном вопросе, подписанном судейской коллегией.
Во время финала, Топ 12 участниц выходили в купальниках и вечерних платьях и Топ 5 отвечали на вопросы судей.

## Результаты
| Финальный результат | Участницы |
| ------------------- | --- |
| Мисс США 2014       | - Невада — Ниа Санчес |
| 1-я Вице-Мисс       | - Северная Дакота — Одра Мари |
| 2-я Вице-Мисс       | - Джорджия — Тиана Григгс |
| 3-я Вице-Мисс       | - Луизиана — Бриттани Гидри |
| 4-я Вице-Мисс       | - Флорида — Бриттани Олдехофф |
| 5-я Вице-Мисс       | - Айова — Карлин Брэдарич § |
| Топ 10              | - Калифорния — Кассандра Кунце - Мэриленд — Тейлор Бёртон - Южная Каролина — Кристина Запольски - Висконсин — Бишара Дорре |

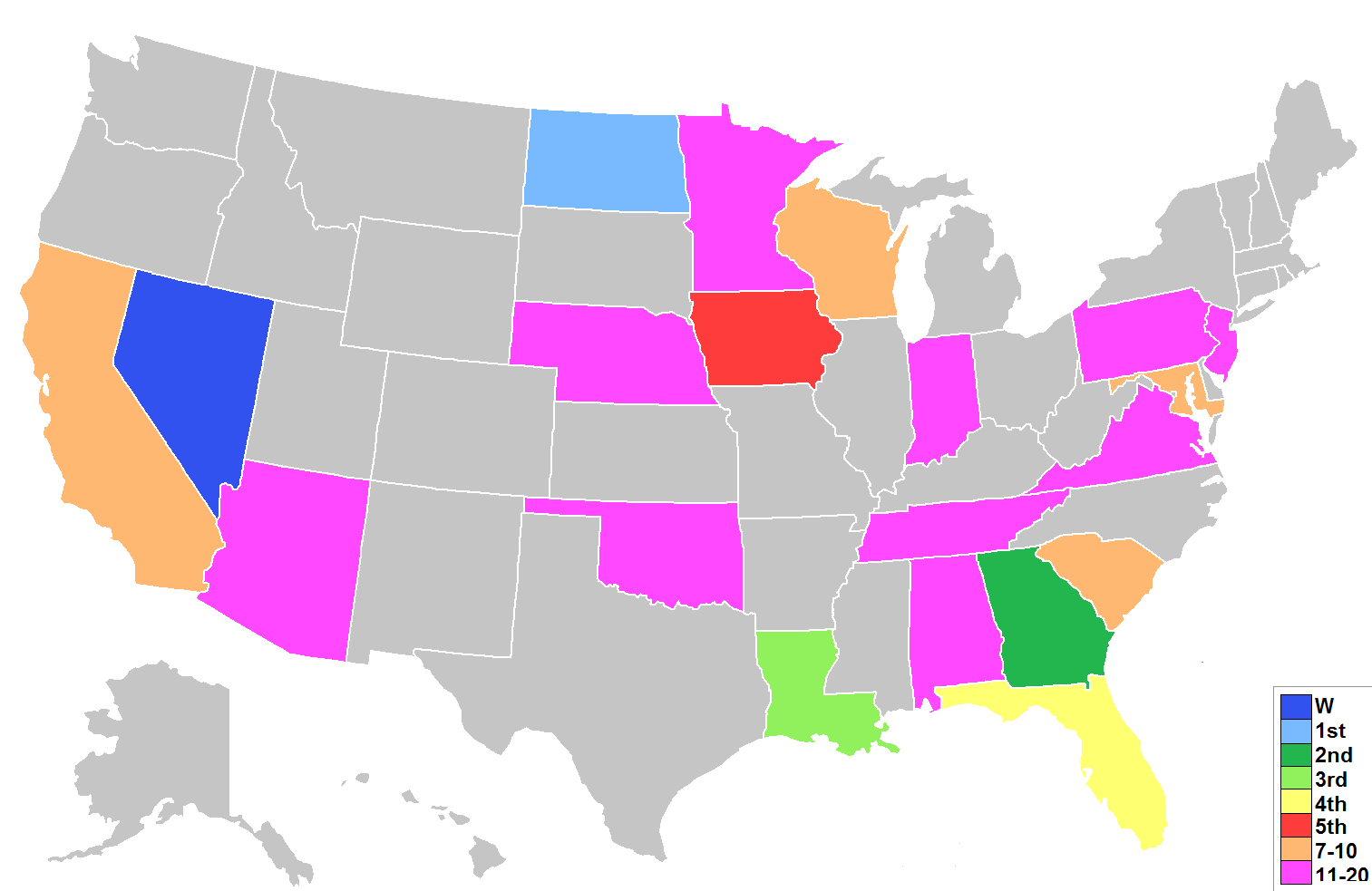
Карта США, показывающая штаты-участниц финала «Мисс США 2014».

| Топ 20              | - Алабама — Джесика Альберг - Аризона — Джордан Вессель - Индиана — Мекайла Диль - Миннесота — Хейли О'Брайен - Небраска — Аманда Солтеро - Нью-Джерси — Эмили Шах - Оклахома — Бруклин Янг - Пенсильвания — Валери Гатто - Теннесси — Кристи Ландерс Ниденфюр - Виргиния — Ариэлл Росмарино |

§ Вошла в Топ 6 участниц по средству социальной сети Twitter, где были отданы за неё голоса.

### Специальный приз
| Награда              | Участница                       |
| -------------------- | ------------------------------- |
| Мисс Конгениальность | - Род-Айленд — Кристина Палавра |
| Мисс Фотогеничность  | - Калифорния — Кассандра Кунце  |

### Порядок объявлений
| 1. Виргиния 2. Северная Дакота 3. Джорджия 4. Индиана 5. Теннесси 6. Флорида 7. Калифорния 8. Алабама 9. Невада 10. Аризона 11. Мэриленд 12. Миннесота 13. Оклахома 14. Нью-Джерси 15. Луизиана 16. Айова 17. Небраска 18. Висконсин 19. Пенсильвания 20. Южная Каролина | 1. Флорида 2. Северная Дакота 3. Джорджия 4. Мэриленд 5. Калифорния 6. Южная Каролина 7. Айова 8. Висконсин 9. Невада 10. Луизиана | 1. Джорджия 2. Луизиана 3. Невада 4. Флорида 5. Северная Дакота 6. Айова |  |

## Участницы
Список из 51 участницы:
| Штат                       | Участница               | Родной город/регион | Возраст | Рост | Место         | Примечание |
| -------------------------- | ----------------------- | ------------------- | ------- | ---- | ------------- | --- |
| Айдахо                     | Иветт Беннетт           | Бойсе               | 23      | 168  |               | |
| Айова                      | Карлин Брадарих         | Айова-Сити          | 23      | 178  | 5-я Вице-мисс | Сестра Эшли Брэдарич участницы «Мисс Иллинойс 2010» Позже участницы «Мисс мира Иллинойс 2015» |
| Алабама                    | Джесика Альберг         | Бирмингем           | 24      | 168  | Топ 20        | |
| Аляска                     | Кендалл Баутиста        | Игл-Ривер           | 21      | 170  |               | Позже «Мисс Аляска 2016» |
| Аризона                    | Джордан Вессел          | Финикс              | 20      | 175  | Топ 20        | |
| Арканзас                   | Хелен Уиснер            | Фейетвилл           | 25      | 173  | Топ 10        | |
| Вайоминг                   | Лекси Хилл              | Джиллетт            | 19      | 163  |               | |
| Вашингтон                  | Эллисон Роу             | Спокан              | 24      | 168  |               | |
| Вермонт                    | Джина Бернаскони        | Колчестер           | 19      | 170  |               | |
| Виргиния                   | Ариэлл Росмарино        | Сейлем              | 22      | 178  | Топ 20        | Позже «Мисс мира Виргиния 2015» |
| Висконсин                  | Бишара Дорре            | Милуоки             | 23      | 170  | Топ 10        | Ранее участница «Юная мисс Висконсин 2006» Ранее участница «Мисс Выдающийся подросток Висконсин 2007»                                                                                             |
| Гавайи                     | Моани Хара              | Гонолулу            | 24      | 170  |               | Ранее участница «Выдающийся подросток Гавайи 2007» |
| Делавэр                    | Келси Миллер            | Уилмингтон          | 23      | 178  |               | Ранее участница «Юная Мисс Делавэр 2009» |
| Джорджия                   | Тиана Григгс            | Монтиселло          | 27      | 175  | 2-я Вице-мисс | |
| Западная Виргиния          | Чарис Хейслоп           | Паркерсберг         | 22      | 173  |               | |
| Иллинойс                   | Лекси Аткинс            | Шампейн             | 21      | 173  |               | Ранее участница «Юная мисс Иллинойс 2010» |
| Индиана                    | Мекейла Дил             | Бристол             | 23      | 173  | Топ 20        | Позже участница «Миссис Америка 2018» |
| Калифорния                 | Кассандра Кунс          | Сан-Диего           | 20      | 175  |               | Мисс Фотогеничность |
| Канзас                     | Одри Банах              | Канзас-Сити         | 22      | 178  |               | |
| Кентукки                   | Дестин Кинсер           | Уайтсберг           | 21      | 180  |               | |
| Колорадо                   | Элеана Ливадитис        | Сентенниал          | 25      | 170  |               | |
| Коннектикут                | Десирей Перес           | Стамфорд            | 26      | 170  |               | |
| Луизиана                   | Бриттани Гидри          | Хаума               | 21      | 175  | 3-я Вице-мисс | Позже «Юная мисс Луизиана 2009» |
| Массачусетс                | Кэролайн Ланни          | Холлистон           | 23      | 178  |               | Ранее участница «Юная мисс Массачусетс 2008» Участница 22 сезон реалити-шоу «Холостяк» Участница пятого сезона реалити-шоу «Холостяк в раю» Участница второго сезона реалити-шоу «Холостяк в раю» |
| Миннесота                  | Хейли О’Брайен          | Эксельсиор          | 21      | 173  | Топ 20        | Ранее участница «Юная мисс Миннесота 2010» |
| Миссисипи                  | Челси Рирдон            | Саутавен            | 22      | 173  |               | |
| Миссури                    | Эрика Стурдефант        | Спрингфилд          | 22      | 175  |               | Ранее участница «Юная мисс Миссури 2010» |
| Мичиган                    | Элизабет Ивезай         | Макомб-Тауншип      | 24      | 170  |               | |
| Монтана                    | Кейди Латимер           | Калиспелл           | 24      | 178  |               | |
| Мэн                        | Саманта Дальборг        | Горем               | 20      | 173  |               | |
| Мэриленд                   | Тейлор Бёртон           | Ла-Плата            | 25      | 178  | Топ 10        | |
| Небраска                   | Аманда Солтеро          | Колумбус            | 22      | 170  | Топ 20        | Ранее участница «Юная мисс Небраска 2010» |
| Невада                     | Ниа Санчес              | Лас-Вегас           | 24      | 170  | Мисс США 2014 | |
| Нью-Гэмпшир                | Бриджет Брюне           | Саутгемптон         | 26      | 168  |               | |
| Нью-Джерси                 | Эмили Шах               | Эдисон              | 19      | 173  | Топ 20        | |
| Нью-Йорк                   | Кэндис Кендалл          | Рочестер            | 25      | 173  |               | Ранее участница «Юная мисс Нью-Йорк 2006» |
| Нью-Мексико                | Камрин Блэквуд          | Фармингтон          | 22      | 175  |               | |
| Огайо                      | Мэдисон Джесотто        | Массиллон           | 22      | 168  |               | |
| Оклахома                   | Бруклин Янг             | Норман              | 19      | 178  | Топ 20        | |
| Вашингтон (округ Колумбия) | Сиэра Николь Батс       | Вашингтон           | 23      | 170  |               | Победительница «Last Squad Standing» |
| Орегон                     | Эмма Пеллет             | Портленд            | 25      | 170  |               | |
| Пенсильвания               | Валери Гатто            | Питтсбург           | 24      | 165  | Топ 20        | |
| Род-Айленд                 | Кристина Палавра        | Провиденс           | 19      | 180  |               | Мисс Конгениальность |
| Северная Дакота            | Одра Мари               | Фарго               | 20      | 178  | 1-я Вице-мисс | Ранее участница «Юная мисс Северная Дакота 2011» Позже «Мисс мира Америка 2016» |
| Северная Каролина          | Оливия Ольвера          | Фейетвилл           | 26      | 163  |               | |
| Теннесси                   | Кристи Ландерс Ниденфюр | Нашвилл             | 22      | 178  | Топ 20        | Позже «Мисс мира Луизина 2015» |
| Техас                      | Лорен Гусман            | Ларедо              | 24      | 178  |               | Ранее участница «Юная мисс Техас 2008» |
| Флорида                    | Бриттани Олденхофф      | Форт-Лодердейл      | 25      | 180  | 4-я Вице-мисс | Модель седьмого сезона Проект Подиум Участница «The Amazing Race 28» с подругой Джессикой Верстег                                                                                                 |
| Южная Дакота               | Бриттни Палмер          | Брукингс            | 25      | 173  |               | |
| Южная Каролина             | Кристина Заполски       | Чарлстон            | 22      | 183  | Топ 10        | Участница реалити-шоу «Hunted» |
| Юта                        | Энджелия Лейтон         | Солт-Лейк-Сити      | 21      | 173  |               | Ранее участница «Юная мисс Юта 2010» Участница Последний герой: Филиппины |

## Судьи
Предварительные судьи:
- Брайс Ли Таунсенд
- Кэрол Гист — победительница Мисс США 1990
- Шанталь «Тали» Рассел
- Элис Зеланд
- Фред Нельсон
- Жанна Ронерт
- Жанна Бернс
- Скотт Балбер

Судьи телетрансляции:
- Уиллис Румер
- Лафорс, Элли — победительница Юная мисс США 2005
- Барбара Паласио — победительница Мисс Вселенная 1986
- Иан Зиринг
- Рэнди Кутюр
- Мелисса Питерман

## Фоновая музыка
- Открытие — «Iko Iko[англ.]», «Take A Ride On A Riverboat», «Home» и «Hey Pocky A-Way» исполнители Марк Бруссард[англ.] против Dirty Dozen Brass Band[англ.] Horns (Живое выступление)
- Выход в купальных костюмах — «Cruise» исполнители Florida Georgia Line против Nelly (Живое выступление)[6]
- Выход в вечерних платьях — «Decidiste dejarme» и «Tu tiempo ya se fue» исполнитель Camila[англ.] (Живое выступление)
- Топ 6 — «This Is How We Roll» исполнитель «Florida Georgia Line» (Живое выступление)

## Международное вещание

### Телевидение
- США: NBC
- Фарика: DSTV[англ.] Mzansi Magic (отложенная трансляция)
- Азия: Star World[англ.] (отложенная трансляция)

### Комментарии
1. ↑  Возраст на момент участия